# Vangueriella
Genre

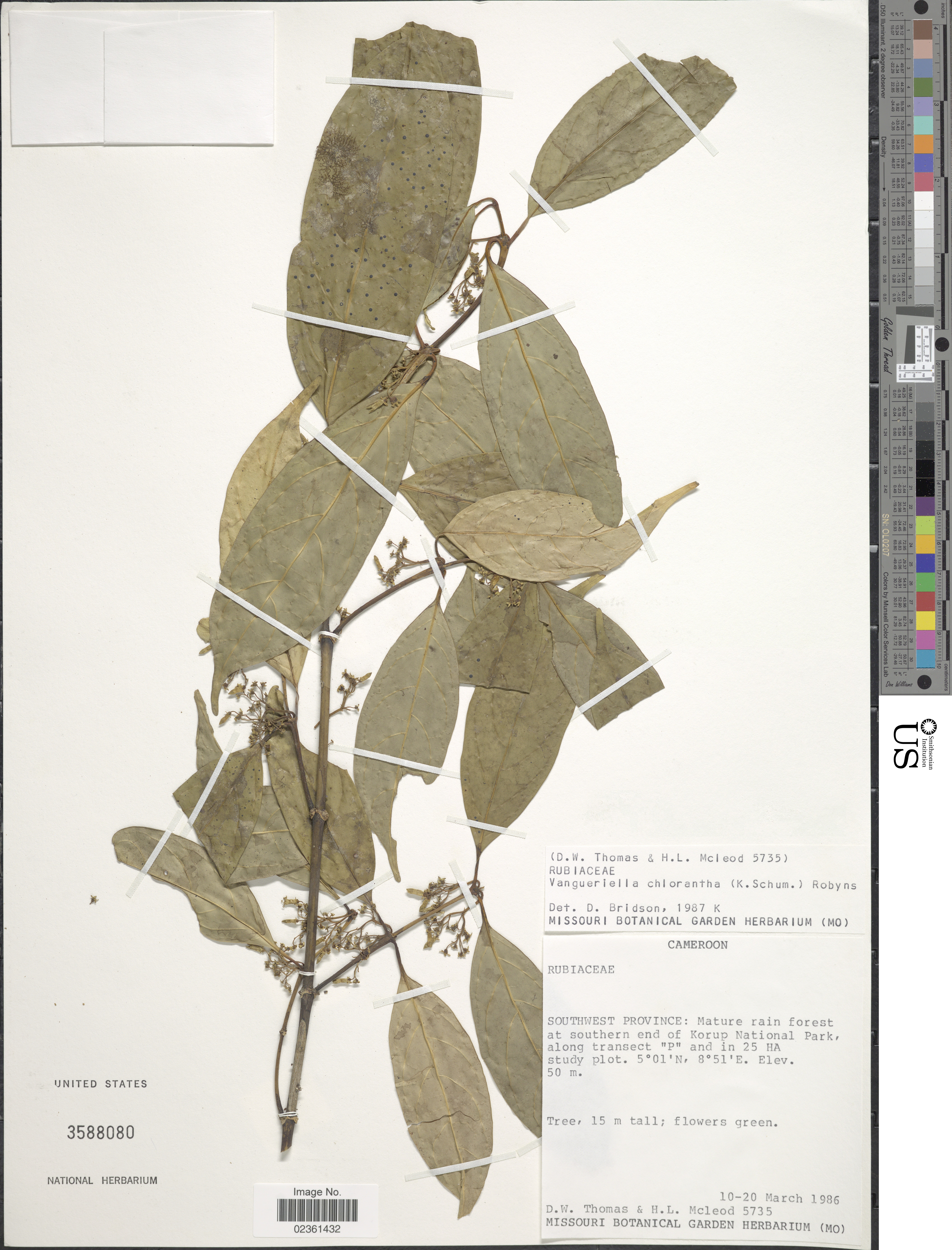
Vangueriella chlorantha

Vangueriella Verd. est un genre de plantes de la famille des Rubiacées.

## Liste d'espèces
Selon Catalogue of Life (8 décembre 2017) :
- Vangueriella campylacantha (Mildbr.) Verdc.
- Vangueriella chlorantha (K.Schum.) Verdc.
- Vangueriella discolor (Benth.) Verdc.
- Vangueriella georgesii Verdc.
- Vangueriella glabrescens (Robyns) Verdc.
- Vangueriella laxiflora (K.Schum.) Verdc.
- Vangueriella letestui Verdc.
- Vangueriella nigerica (Robyns) Verdc.
- Vangueriella nigricans (Robyns) Verdc.
- Vangueriella olacifolia (Robyns) Verdc.
- Vangueriella orthacantha (Mildbr.) Bridson & Verdc.
- Vangueriella rhamnoides (Hiern) Verdc.
- Vangueriella rufa (Robyns) Verdc.
- Vangueriella sapinii (De Wild.) Verdc.
- Vangueriella soyauxii (K.Schum.) Verdc.
- Vangueriella spinosa (Schumach. & Thonn.) Verdc.
- Vangueriella vanguerioides (Hiern) Verdc.
- Vangueriella zenkeri Verdc.

Selon NCBI (8 décembre 2017) :
- Vangueriella chlorantha
- Vangueriella discolor
- Vangueriella laxiflora
- Vangueriella nigerica
- Vangueriella nigricans
- Vangueriella olacifolia
- Vangueriella rufa
- Vangueriella vanguerioides

Selon The Plant List (8 décembre 2017) :
- Vangueriella campylacantha (Mildbr.) Verdc.
- Vangueriella chlorantha (K.Schum.) Verdc.
- Vangueriella discolor (Benth.) Verdc.
- Vangueriella georgesii Verdc.
- Vangueriella glabrescens (Robyns) Verdc.
- Vangueriella laxiflora (K.Schum.) Verdc.
- Vangueriella letestui Verdc.
- Vangueriella nigerica (Robyns) Verdc.
- Vangueriella nigricans (Robyns) Verdc.
- Vangueriella olacifolia (Robyns) Verdc.
- Vangueriella orthacantha (Mildbr.) Bridson & Verdc.
- Vangueriella rhamnoides (Hiern) Verdc.
- Vangueriella rufa (Robyns) Verdc.
- Vangueriella sapinii (De Wild.) Verdc.
- Vangueriella soyauxii (K.Schum.) Verdc.
- Vangueriella spinosa (Schumach. & Thonn.) Verdc.
- Vangueriella vanguerioides (Hiern) Verdc.
- Vangueriella zenkeri Verdc.

Selon Tropicos (8 décembre 2017) (Attention liste brute contenant possiblement des synonymes) :
- Vangueriella campylacantha (Mildbr.) Verdc.
- Vangueriella chlorantha (K. Schum.) Verdc.
- Vangueriella discolor (Benth.) Verdc.
- Vangueriella georgesii Verdc.
- Vangueriella glabrescens (Robyns) Verdc.
- Vangueriella laxiflora (K. Schum.) Verdc.
- Vangueriella letestui Verdc.
- Vangueriella nigerica (Robyns) Verdc.
- Vangueriella nigricans (Robyns) Verdc.
- Vangueriella olacifolia (Robyns) Verdc.
- Vangueriella orthacantha (Mildbr.) Bridson & Verdc.
- Vangueriella rhamnoides (Hiern) Verdc.
- Vangueriella rufa (Robyns) Verdc.
- Vangueriella sapinii (De Wild.) Verdc.
- Vangueriella soyauxii (K. Schum.) Verdc.
- Vangueriella spinosa (Schumach. & Thonn.) Verdc.
- Vangueriella vanguerioides (Hiern) Verdc.
- Vangueriella zenkeri Verdc.